# Die Weltwoche
Il Die Weltwoche è un settimanale svizzero in lingua tedesca di orientamento conservatore, con sede a Zurigo.

## Storia
Il settimanale fu fondato nel novembre del 1933 a Zurigo da Karl von Schumacher e Manuel Gasser. Il primo ne fu il caporedattore fino al 1953. Dopo un inizio filotedesco, presto il giornale si oppose al nazionalsocialismo, facendosi così un nome oltre i confini. Nel 1940 raggiunse una tiratura di 100 000 esemplari. Durante la Guerra fredda, sotto la guida di Lorenz Stucki, sostenne una posizione chiaramente filoccidentale. Negli anni 1960-1970 e all'inizio degli anni 1970-1980, specialmente con Rolf R. Bigler, divenne una piattaforma del nonconformismo.
Nel 1969 la maggioranza delle azioni passò alla Jean Frey AG. Dal 1979 al 1983 con il giornale uscì una rivista. In seguito si susseguirono diversi proprietari: lo speculatore finanziario Werner K. Rey, l'imprenditore nella vendita al dettaglio Beat Curti, la Basler Zeitung, un gruppo di investitori e Roger Köppel, proprietario ufficiale dal 2006. Dopo un periodo vicino alla sinistra liberale con il caporedattore Fredy Gsteiger, il suo successore Köppel impresse una svolta verso il neoliberalismo e la destra conservatrice. Nel 2002 il giornale uscì come rivista settimanale, nel 2003 aumentò la tiratura a 91 000 esemplari e sostenne la politica dell'UDC, ciò che fece diminuire le copie di 10 000 unità. Nel 2004 Köppel abbandonò il giornale. Al suo rientro come proprietario e caporedattore nel 2006 impose nuovamente una linea di destra, inducendo numerosi redattori alle dimissioni come già nel 2001. Nel 2012 la tiratura raggiungeva i 68 990 esemplari.